# Josephine Obiajulu Odumakin
Josephine "Joe" Obiajulu Odumakin, även Dr Joe född 4 juli 1966 i Zaria i Nigeria, är en nigeriansk akademiker och människorättsaktivist.
Odumakin är utbildad vid University of Ilorin. Hon har en doktorsexamen inom utbildningshistoria och utbildningspolitik.
Hennes arbete för mänskliga rättigheter och demokrati i Nigeria har gjort att hon blivit utsatt för våld och hot. 1994 blev hon svårt misshandlad av den nigerianska polisen, något som nästan kostade henne livet. Under diktatorn Babangida fängslades hon 17 gånger på grund av hennes engagemang för mänskliga rättigheter och demokrati. 
Hon arbetar med dessa frågor genom organisationen Woman Arise for Change Initative och hon arrangerar protester, workshops och utbildningsinsatser för att skapa ökad medvetenhet om kvinnors rättigheter i Nigeria. Hon arbetar även med att bevaka rättigheterna hos de kvinnor som blivit änkor efter att regimen mördat deras makar och även nekat kvinnorna rätt till vård och annat stöd av samhället.
År 2013 tilldelades Josephine Obiajulu Odumakin International Women of Courage Award.